# Un vieil homme tenant une bouteille de pèlerin
Un vieil homme tenant une bouteille de pèlerin (ou Vieil Homme tenant une bouteille de pèlerin sur un globe) est un tableau réalisé par le peintre lombard Pietro Bellotti vers 1650-1660. Cette huile sur toile représente un vieil homme tenant une bouteille de pèlerin sur un globe décoré d'un paysage, peut-être Démocrite. Elle est conservée à la National Gallery, à Londres.

## Histoire
D'abord attribué à Antonio Carneo (it) (1637–1692), un peintre vénitien, le tableau voit sa dernière attribution à Pietro Bellotti lors de son acquisition par le musée en 1945.

## Description
Le sujet serait le philosophe grec Démocrite considérant le Monde, représenté par la sphère, parcouru par les pèlerins, dont la bouteille est un des attributs.